# Tyresö Royal Crowns 2022
Questa voce raccoglie le informazioni riguardanti i Tyresö Royal Crowns nelle competizioni ufficiali della stagione 2022.

## Maschile

### Roster
| Roster dei Tyresö Royal Crowns (2022) |
| --- |
| Quarterback - 1 Hunter Rodrigues - 2 Philip Juhlin - 9 Ted Eriksson - 19 Marlon Ahlm Running Back - 3 Emil Knutsson - 5 Joshua Akena - 9 Lukas Lissel - 13 Alexander Kennedy Chaanhing - 24 Tony Granholm - 34 Gustav Skeppner - 41 Oliver Lundberg Coleman Wide Receiver - 8 Edvin Taborda - 11 Josef Nguzo - 14 Dovydas Koncevicius - 15 Mattias Gauthier - 21 Edvard Atleen - 27 Max Lindvall - 80 Axel Hagelberg Strid - 87 Emil Dahlbom - 88 Johan Sandahl Offensive Linemen - 52 Erik Olsson - 52 Sebastian Schedin - 54 Christoffer Kirk-Johansson - 55 Oscar Strömstedt - 60 Morgan Boney - 66 Daniel Myrsten - 69 Linus Lindholm - 70 Marcus Fritzdorf - 75 Alexander Pellikka - 77 Robin Svallin - 79 Leo Bronse Defensive Linemen - 0 Noghor Jemide - 6 Jakob Gorecki DL/K - 20 Jatta Njie - 42 Ali Chakkour - 51 Malcolm Johansson - 71 Eric Blomgren - 95 Malcolm Engström Ballardini - 97 Leif Castedal - 97 Thomas Collins - 98 Adam Bender - 98 Jamil Mohammed - 99 Georgije Vasic Linebacker - 10 Jonathan Westerfalk - 17 Erik Elfwing - 18 Markus Rindmyr - 36 Ivan Krkovic - 39 Mitchel Villagra - 42 Rosevelt Kamara - 44 Victor Benerius Frank - 48 Sam Goldson - 50 Caesar Winsnes - 56 Richard Liljestrand - 58 Eric Schwartz Defensive Back - 1 Nicholas Peterson - 4 Sebastian Johansson - 7 Adam Palonen - 12 Rickard Ohlsson - 21 Jean-Paul Alcantara - 22 Mattias Lind - 23 Ola Gaarden - 25 Victor Carlson - 28 Rufail Khalifa CB - 29 Marcus Jonsson - 33 Tony Sjöblom - 45 Daniel Rihtnesberg Special Team Coaching staff Carl Haglind (HC) · Philip Juhlin (OC) · Thomas Larsson (DC/DB) · Noghor Jemide (AHC/DL) · Emil Knutsson (RB) |

### Superserien 2022

#### Stagione regolare
| Tyresö 9 aprile 2022, ore 13:00 2ª giornata | Tyresö Royal Crowns | 35 – 16 (0-0 7-10 14-0 14-6) referto | Örebro Black Knights | Tyresövallen (252 spett.)\| Arbitro: \| Mandoki \| |
| Arbitro:                                    | Mandoki             |                                      |                      |                                                    |

| Stoccolma 13 aprile 2022, ore 19:00 Anticipo 3ª giornata | Stockholm Mean Machines | 34 – 20 (7-14 13-0 0-6 14-0) referto | Tyresö Royal Crowns | Zinkensdamms Idrottsplats (478 spett.) |

| Tyresö 23 aprile 2022, ore 17:00 4ª giornata | Tyresö Royal Crowns | 7 – 10 (d.t.s.) (0-0 0-0 0-7 7-0 0-3) referto | Carlstad Crusaders | Tyresövallen (222 spett.)\| Arbitro: \| R. Hellgren \| |
| Arbitro:                                     | R. Hellgren         |                                               |                    |                                                        |

| Örebro 21 maggio 2022, ore 15:30 6ª giornata | Örebro Black Knights | 26 – 20 (7-0 6-13 6-0 7-7) referto | Tyresö Royal Crowns | Behrn Arena\| Arbitro: \| J. Kaya \| |
| Arbitro:                                     | J. Kaya              |                                    |                     |                                      |

| Karlstad 5 giugno 2022, ore 17:00 7ª giornata | Carlstad Crusaders | 14 – 12 (7-0 0-6 7-0 0-6) referto | Tyresö Royal Crowns | Tingvalla IP (512 spett.)\| Arbitro: \| Mandoki \| |
| Arbitro:                                      | Mandoki            |                                   |                     |                                                    |

| Tyresö 23 giugno 2022 9ª giornata | Tyresö Royal Crowns | 21 – 31 (0-0 7-14 7-7 7-10) referto | Stockholm Mean Machines | Tyresövallen (300 spett.) |

#### Playoff
| Stoccolma 2 luglio 2022, ore 15:00 Semifinale | Stockholm Mean Machines | 35 – 22 (21-7 7-0 7-7 0-8) referto | Tyresö Royal Crowns | Zinkensdamms Idrottsplats |

### Statistiche di squadra
| Competizione | %Vittorie | In casa | In casa | In casa | In casa | In casa | In casa | In trasferta | In trasferta | In trasferta | In trasferta | In trasferta | In trasferta | Totale | Totale | Totale | Totale | Totale | Totale |
| Competizione | %Vittorie | G       | V       | N       | P       | Pf      | Ps      | G            | V            | N            | P            | Pf           | Ps           | G      | V      | N      | P      | Pf     | Ps     |
| ------------ | --------- | ------- | ------- | ------- | ------- | ------- | ------- | ------------ | ------------ | ------------ | ------------ | ------------ | ------------ | ------ | ------ | ------ | ------ | ------ | ------ |
| Campionato   | .166      | 3       | 1       | 0       | 2       | 63      | 57      | 3            | 0            | 0            | 3            | 52           | 74           | 6      | 1      | 0      | 5      | 115    | 131    |
| Playoff      | .000      | 0       | 0       | 0       | 0       | 0       | 0       | 1            | 0            | 0            | 1            | 22           | 35           | 1      | 0      | 0      | 1      | 22     | 35     |
| Totale       | .143      | 3       | 1       | 0       | 2       | 63      | 57      | 4            | 0            | 0            | 4            | 74           | 109          | 7      | 1      | 0      | 6      | 137    | 166    |

### Statistiche personali

#### Marcatori
| Giocatore           | Ruolo | TD rush | TD recv | TD int | TD p.ret | TD k.ret | TD oth | Xp1 | Xp2 | FG  | Saf | Totale |
| ------------------- | ----- | ------- | ------- | ------ | -------- | -------- | ------ | --- | --- | --- | --- | ------ |
| Knutsson            |       | 2       | 2       | 0      | 0        | 0        | 0      | 0   | 0   | 0   | 0   | 24     |
| Taborda             |       | 0+0     | 3+1     | 0+0    | 0+0      | 0+0      | 0+0    | 0+0 | 0+0 | 0+0 | 0+0 | 24     |
| Gauthier            |       | 0+0     | 2+0     | 0+0    | 0+0      | 0+0      | 0+0    | 7+2 | 0+0 | 0+0 | 0+0 | 21     |
| Gorecki             |       | 0       | 0       | 0      | 0        | 0        | 0      | 7   | 0   | 0   | 0   | 7      |
| Akena               |       | 0+1     | 0+0     | 0+0    | 0+0      | 0+0      | 0+0    | 0+0 | 0+0 | 0+0 | 0+0 | 6      |
| Benerius Frank      |       | 0+0     | 0+0     | 0+0    | 0+1      | 0+0      | 0+0    | 0+0 | 0+0 | 0+0 | 0+0 | 6      |
| Engström Ballardini |       | 0       | 0       | 0      | 0        | 0        | 1      | 0   | 0   | 0   | 0   | 6      |
| Juhlin              |       | 1       | 0       | 0      | 0        | 0        | 0      | 0   | 0   | 0   | 0   | 6      |
| Koncevicius         |       | 0       | 1       | 0      | 0        | 0        | 0      | 0   | 0   | 0   | 0   | 6      |
| Lindvall            |       | 0       | 1       | 0      | 0        | 0        | 0      | 0   | 0   | 0   | 0   | 6      |
| Lundberg Coleman    |       | 1       | 0       | 0      | 0        | 0        | 0      | 0   | 0   | 0   | 0   | 6      |
| Nguzo               |       | 0       | 1       | 0      | 0        | 0        | 0      | 0   | 0   | 0   | 0   | 6      |
| Peterson            |       | 0       | 0       | 0      | 1        | 0        | 0      | 0   | 0   | 0   | 0   | 6      |
| Rodrigues           |       | 0+0     | 0+0     | 0+0    | 0+0      | 0+0      | 0+0    | 0+0 | 0+1 | 0+0 | 0+0 | 2      |

#### Passer rating
| Giocatore | G   | Att   | Comp  | Int | Yds     | TD  | NFL   | NCAA   |
| --------- | --- | ----- | ----- | --- | ------- | --- | ----- | ------ |
| Ahlm      | 2   | 64    | 40    | 2   | 417     | 5   | 94,34 | 136,76 |
| Rodrigues | 1+1 | 24+30 | 12+17 | 1+1 | 120+252 | 2+1 | 81,71 | 126,20 |
| Juhlin    | 3   | 55    | 26    | 2   | 316     | 3   | 68,45 | 106,26 |
| Gauthier  | 0+1 | 0+0   | 0+0   | 0+0 | 0+0     | 0+0 |       |        |
| Nguzo     | 1   | 0     | 0     | 0   | 0       | 0   |       |        |